# Folientastatur

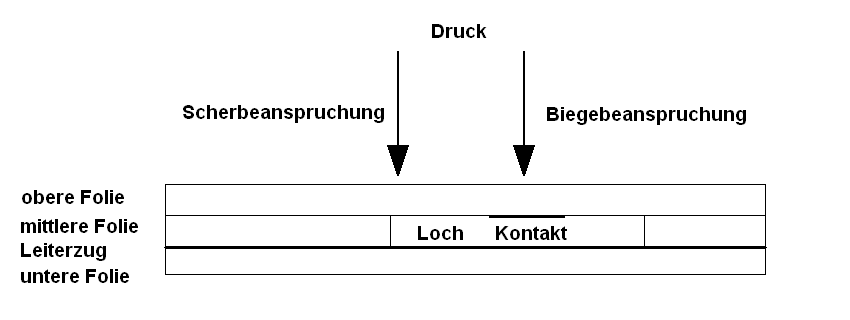
Schematische Darstellung der Bauform einer Folientastatur

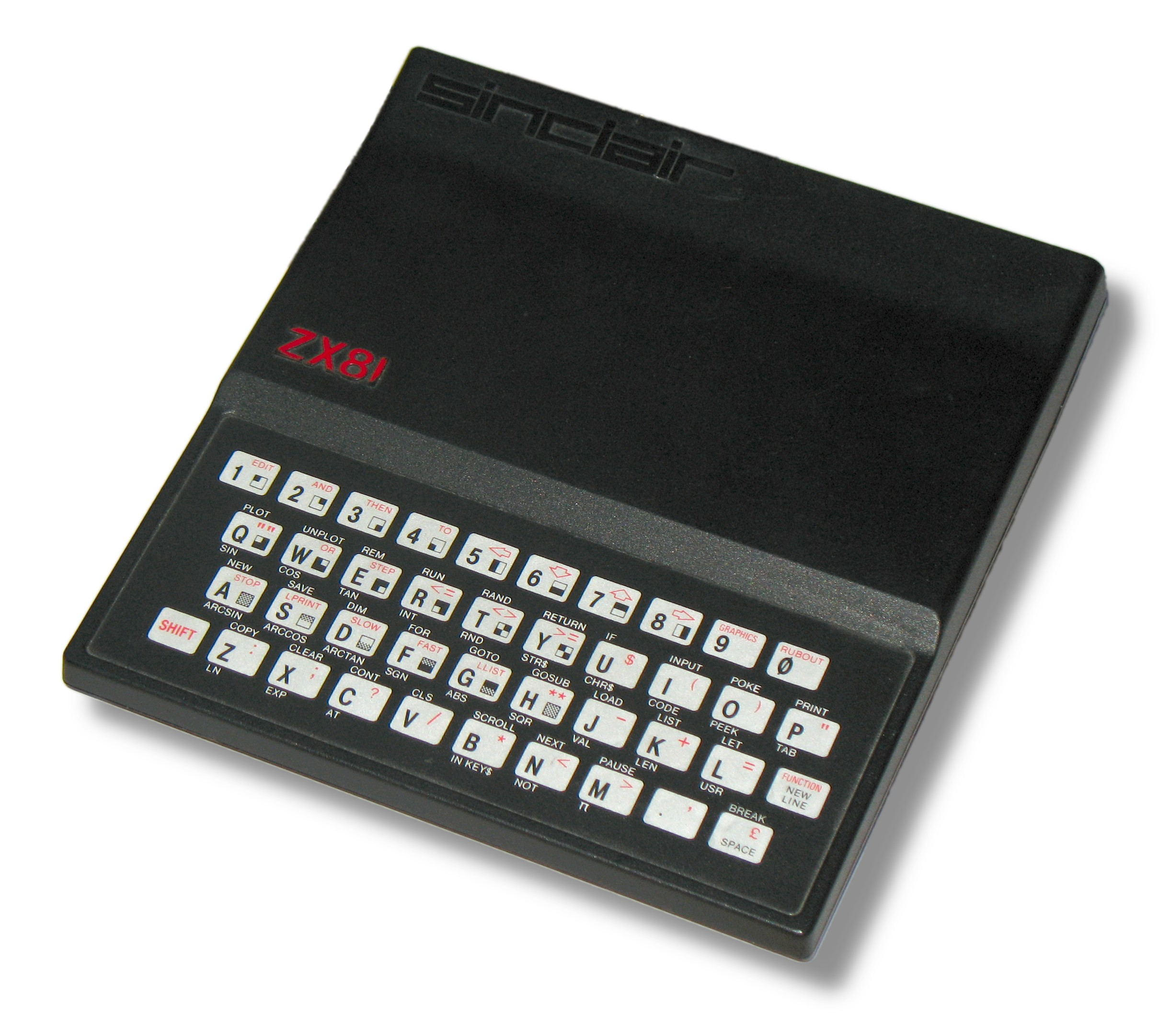
Der Sinclair ZX81 Homecomputer. Ein Beispiel für den Einsatz einer Folientastatur

Eine Folientastatur ist eine flexible Tastatur, die auch unter besonderen Einsatzbedingungen dauerhaft einsatzfähig ist. Die Oberfläche besteht aus Polyesterfolien, die meist thermisch verformt sind oder Prägungen aufweisen.
Oft verfügen sie über elastische „Federungszonen“, die einen Tastenhub von etwa einem halben Millimeter ermöglichen. Es treten im Wesentlichen die gleichen ergonomischen Leistungsmerkmale auf wie bei mechanischen Standarddrucktasten, darüber hinaus erfüllen sie besondere Kriterien wie Staubdichtheit, Wasserdichtheit oder Widerstandsfähigkeit gegen Chemikalien. Weiterhin ist die Herstellung preiswert, da keine separaten Drucktasten benötigt werden und die Tastendruckmechanik entfällt.
Für den Einsatz in staubiger Umgebung (z. B. Industrie, Bergbau, Landwirtschaft) werden gelegentlich Folien- und normale Tastaturen derart kombiniert, dass Tasten einer normalen Tastatur eine darunterliegende Folientastatur bedienen. Dabei ist die Folientastatur der äußere Abschluss eines staubgeschützten Gehäuses.
Die Schichten der Schaltkreise werden unter Verwendung spezieller Silber- und Isolationsfarben und Carbon auf Polyestersubstrate gedruckt. Zusätzlicher Schutz gegen Oxidation wird durch Überdrucken mit Carbon erzielt.
Es gibt verschiedene Techniken, so z. B. metallische Schnappscheiben, die unter der Folie montiert sind, oder die sogenannte Polydome-Technik, wobei das ganze nur aus einer geprägten Folie besteht. Es gibt noch weitere Techniken, wie zum Beispiel ohne Prägung und ohne Metalldome.
Das Design der Tasten wird rückseitig aufgedruckt. Dieses erfolgt im Siebdruckverfahren, im Digitaldruckverfahren oder im Hybriddruck, wo beiden Verfahren eingesetzt werden.

## Einsatzgebiete

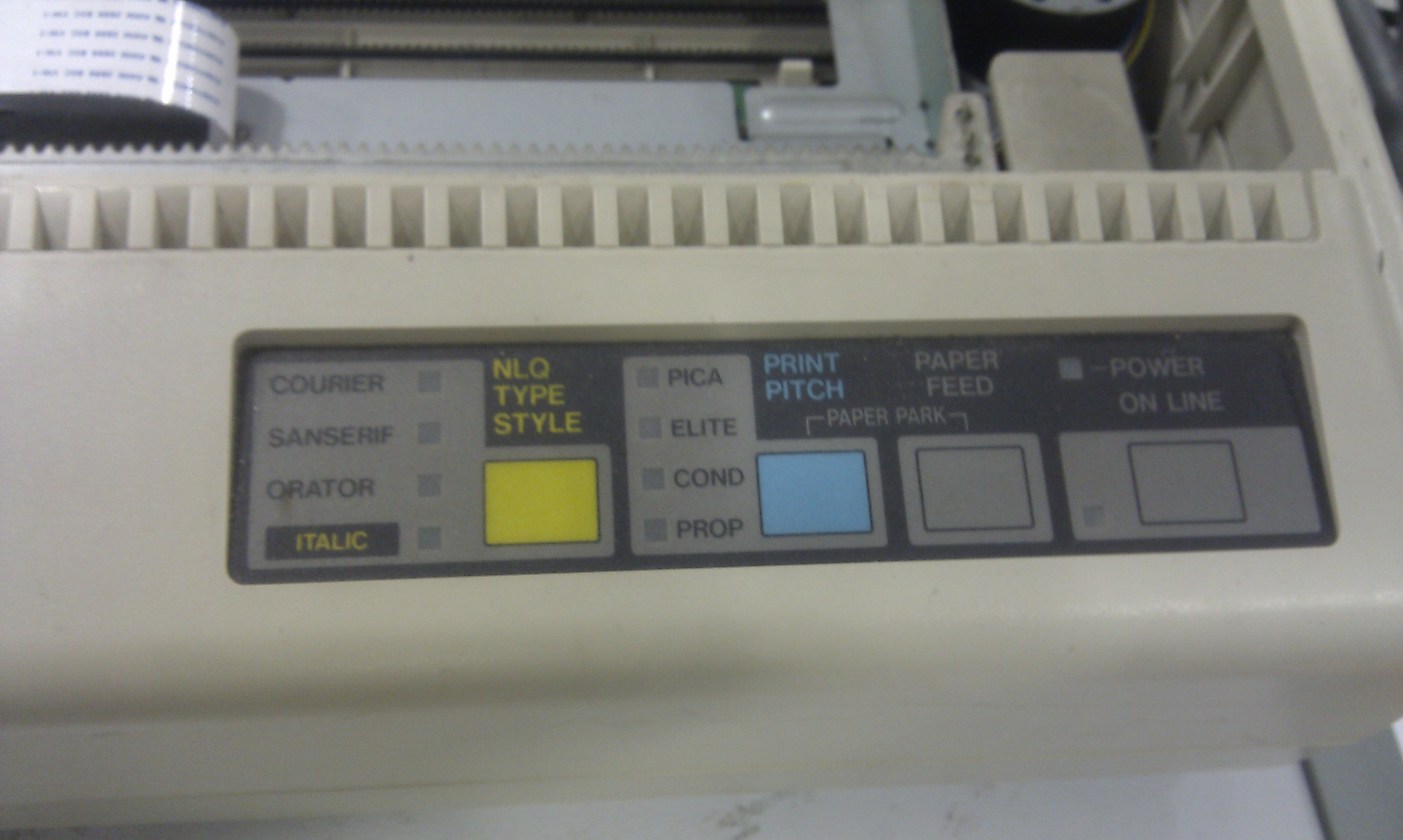
Bedienfeld eines Nadeldruckers (Star LC10) mit Folientasten

Die Folientastatur wird vor allem dort verwendet, wo ihre Schmutz- und Wasserresistenz bzw. die leichte Reinigbarkeit gefordert bzw. unabdingbar sind, oder wo eine kompakte Bauweise oder eine preiswerte Herstellung für nur gelegentlichen Einsatz gewünscht werden. So findet man sie zur Steuerung von Maschinen in der Industrie oder als Tastatur in Industrie-PCs sowie bei Medizingeräten (desinfizierbar) und elektrischen Haushaltsgeräten, aber auch bei Peripheriegeräten für Computer, Fernbedienungen und Mobiltelefonen.

## Folienbruch

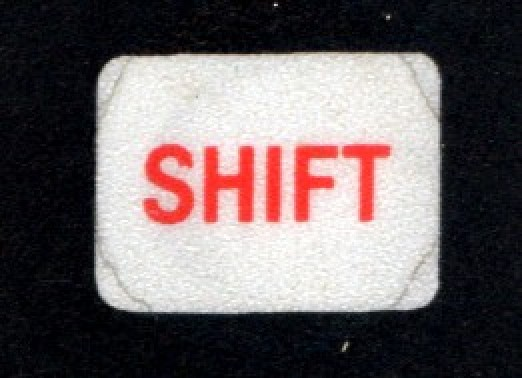
Beispiel für Folienbruch

Bei der klassischen preiswerten Bauform der Folientastatur (Aufbau siehe schematische Zeichnung oben) kommt es durch Abnutzung bzw. mechanische Beanspruchung unweigerlich irgendwann zum Folienbruch. Die obere Folie bricht an der Kante des Loches, wo ihre mechanische Beanspruchung durch den Druck am größten ist. Er kann durch Weichmacher (die allmählich ausgasen) und schonende Bedienung verzögert, aber nicht endgültig verhindert werden.